# Johann Heinrich Pestalozzi
Johann Heinrich Pestalozzi (født 12. januar 1746 i Zürich, død 17. februar 1827 i Brugg i Aargau) var en Schweizsik pædagog, grundlæggeren af 19. århundredes pædagogik.
Faderen, anset kirurg og øjenlæge, døde, da Pestalozzi var 5 år. Under trange kår henlevede han sine barndomsår uden omgang med jævnaldrende, hvilket satte sit præg på hans udvikling. En årlig afbrydelse i det ensformige liv i hjemmet var et ferieophold hos morfaderen, præst i en nærliggende landsby, hvor Pestalozzi ved at se fattigdommen og usselheden hos befolkningen fik lagt spiren til sin manddoms virksomhed for at forbedre folkets tilstand. Læsningen af Rousseaus Émile samt deltagelsen i et ungdommeligt revolutionært selskab nærede disse følelser. Efter at have gennemgået sin fødebys latinskole begyndte han at studere teologi og prædikede nogle gange, men forlod dette studium i håb om ad den juridiske vej snarere at få indflydelse på sin fødebys og muligvis på hele landets vel. En kær vens dødsfald rystede Pestalozzi så stærkt, at han måtte søge at rette sig ved et landophold.
Under dette fik han under indtryk af Rousseaus naturbegejstring lyst til landvæsenet og tilbragte et år med at sætte sig ind i det praktiske landbrug, hvorefter han (1768) købte en gård for her at virkeliggøre sine ungdomsdrømme. Han begyndte med at dyrke krap; men da dette slog fejl, indrettede han 1775 på sin gård. Neuhof, en opdragelsesanstalt for fattige børn, der ved at arbejde i landbruget om sommeren og ved håndgerning om vinteren under stadige samtaler skulle udvikle deres forstand, moral og religiøse følelser. Snart havde han 50 elever, opsamlede på gaden og revne ud af den gyseligste elendighed. Under store økonomiske vanskeligheder levede han selv som en tigger for at hjælpe tiggerne til at leve som mennesker. Dog led han atter en skuffelse: fordærvede, som børnene var, dovne og fordringsfulde løb de, stundom støttede af forældrene, fra ham, og 1780 måtte han lukke Anstalten. Herefter følger et tidsrum af 18 år, hvori Pestalozzi var henvist til den yderste fattigdom og forsagelse.
I denne periode opmuntrede en af hans venner ham til at lade de tanker, han på sine vandringer og i stille aftentimer syslede med, fremkomme, og hans første skrift, Abendstunde eines Einsiedlers udkom 1780 i Iselins Ephemerider. Det vakte nogen opmærksomhed, og han blev opfordret til at skrive noget i mere populær form. Under stort besvær formede sig efterhånden for ham en novelle Lienhard og Gertrud. I et jævnt folkeligt sprog skildrer han den elendighed, hvori almuen ved samvittighedsløse fogder samt ved drukkenskab og dovenskab er nedsunket, og fremstiller de midler, der skal bøde herpå: familielivets forædling, den offentlige undervisnings forbedring samt en øvrighed, der forener kærlighed med strenghed. Bogen vandt levende bifald i vide kredse, og eneboeren på Neuhof blev ved den pludselig en berømt mand. Dog kunde hans efterfølgende skrifter ikke bevare interessen for ham. Christoph und Else, ugeskriftet Schweizerblatt og hans Nachforschungen über den Gang der Natur bei der Entwickelung des Menschengeschlechtes skaffede ham kun få læsere, og den vakte begejstring svækkedes. Forfatterbanen lukkedes for ham, men samtidig åbnedes der ham vej til praktisk virksomhed.
I 1798 brød franskmændene ind i Schweiz og påtvang landet en republikansk styrelse. Pestalozzi skyndte sig at tilbyde den nye regering sin tjeneste. Man foreslog ham at oprette en lærerskole, men han ville helst prøve sine ideer i en børneskole. Forholdene kom ham til hjælp. Befolkningen i Unterwalden ville ikke bøje sig for den nye regering, hvorfor franskmændene drog hærgende og ødelæggende ind i det genstridige kanton. Byen Stans gik op i luer, og talrige forældreløse børn drev om for lud og koldt vand. Direktoriet overdrog Pestalozzi ledelsen af et opdragelseshjem for disse børn, og i et nedlagt nonnekloster begyndte den 52-årige Pestalozzi sin opdragergerning. Antallet af hjemløse små steg snart til 80, og for disse vanrøgtede, af nød og væmmelige sygdomme ødelagte børn udfoldede Pestalozzi en overmenneskelig kærlighed og opofrelse, og følgerne heraf udeblev ikke. Knap ét år skulle Pestalozzi få lov at virke her. I juni 1799 blev klostret omdannet til et lazaret, og Pestalozzi måtte med sorg sende børnene fra sig.
Kort tid efter fik Pestalozzi tilladelse til at undervise småbørnene i Burgdorfs folkeskole. I samme værelse underviste han og byens lærer (en forhenværende skomager), der i Pestalozzi saa en rival og derfor gjorde alt for at bringe ham i vanry. Pestalozzi jublede af glæde over at tumle med sine kære børn, men samlivet med skomageren blev i længden uudholdeligt. I 1800 fik Pestalozzi af myndighederne lov til at benytte slottet i Burgdorf til en opdragelsesanstalt. Her fandt han endelig sit rette arbejdsfelt, og her begyndte han også at fremsætte en metode for sit arbejde: Han vil basere opdragelsen på de love, som bestemmer menneskesjælens udvikling. Dygtige medhjælpere kom til ham: Krüsi, Ramsauer, Niederer og Schmid, og anstalten udvidedes til også at blive et pensionat og et seminarium for vordende lærere. I Burgdorf skrev Pestalozzi sit første egentlige pædagogiske skrift: Wie Gertrud ihre Kinder lehrt (1801) og Buch der Mütter oder Anleitung für Mütter ihre Kinder bemerken und reden zu lehren (1803). I forening med de andre lærere udarbejdede han ABC, der Anschauung, oder Anschauungslehre der Massverhältnisse, og kort efter Anschauungslehre der Zahlverhältnisse.
I 1802 blev anstalten underkastet en undersøgelse, og resultatet var så tilfredsstillende, at skolen blev erklæret for offentlig, og forstandere og lærere kom på fast løn. Dette i forbindelse med nævnte skrifter førte Pestalozzis navn langt ud over fædrelandets grænser og gjorde ham verdensberømt. Den pædagogiske romanskriver blev pædagogisk reformator. Dog måtte han 1804 opgive Burgdorf og flytte sin anstalt til Münchenbuchsee. Her blev han nabo til Hofwil, hvorfra den praktiske Fellenberg rakte ham en hjælpende hånd. Opholdet her varede kun kort. Fellenberg og Pestalozzi kunne ikke arbejde sammen, og da forskellige kantoner tilbød Pestalozzi at yde hus til ham og hans virksomhed, flyttede han 1805 anstalten til Yverdun, hvor han håbede at kunne leve resten af sine dage i fred. Dette opnåede han dog ikke. Hans anstalts ry bredte sig over hele Europa. Fichte hilste hans virksomhed som en begyndelse til menneskeslægtens fornyelse, Konger og fyrster kappedes om at vise ham opmærksomhed. Elever strømmede til, så at anstalten 1809 talte 160 elever med 15 lærere samt 34 voksne studerende. Men som lykkens sol stod højest, trak tunge skyer hen over Pestalozzis himmel.
Det store elevantal fra forskellige lande medførte en babylonisk sprogforvirring og umuliggjorde familielivet, der stod for Pestalozzi som det herligste ved tilværelsen. De hyppige besøg af fremmede virkede forstyrrende på undervisningen, og aldeles ødelæggende var de stridigheder, der opstod mellem lærerne, navnlig mellem den videnskabelig dannede Niederer og den administrativt dygtige, men i
høj grad egenrådige Schmid. En undersøgelse, regeringen 1809 lod foretage, faldt uheldig ud for Pestalozzi, og kommissionens redegørelse gav hans modstandere vind i sejlene. Vel forlod Schmid anstalten, men blev efter 5 års forløb kaldt tilbage for at bruge orden i de økonomiske forhold. Under alt dette bøjedes Pestalozzi dybt. I 1818 dannede han en ny fattiganstalt i nærheden af Yverdun, hvor han begyndte med 12 fattige drenge; men da han 5 år efter ville flytte den til Neuhof, nægtede eleverne at følge med, hvorfor han dybt bedrøvet trak sig tilbage fra sin virksomhed. Et par år levede han på Neuhof, sysselsat med at nedskrive sine erindringer i Schwanengesang og Meine Lebensschicksale als Vorsteher meiner Erziehungsanstalten in Burgdorf und Iferten (1826).
Pestalozzis kærlighed til de små i samfundet skabte århundredets iver for folkeopdragelse. Upraktisk, som han var i livets daglige forhold, og uden klar tænkning blev han dog skaberen af den nyere tids skoletanker. Gennem ham kom de ideer, Comenius og senere Rousseau havde fremsat, til fuldt gennembrud og til praktisk udførelse: Det er barnenaturen og lovene for barnesjælens udvikling, læreren først må
kende for derefter at opbygge et menneskeliv. Al undervisning, som skal få praktisk betydning for barnet, må være anskuelig. Tingen må forevises det. Anskuelse er det absolutte grundlag for al erkendelse. Først anskuelse, så definition; først færdigheden, så reglen; først sagkundskaben, så ordforklaringen. Selvfølgelig var der store mangler og svagheder hos Pestalozzi og i hans ideer. Han forsømte såvel sin
intellektuelle dannelse som sin ydre person. Han havde, trods sine store, hele menneskeheden omfattende ideer ikke evne til at lede den mindste skole. Men disse og andre mangler kan ikke fordunkle det lyse billede af hans storslåede skikkelse. Hans overordentlige sjælsstyrke, hans grænseløse selvopofrelse, hans store fordringsløshed og rige menneskekærlighed stiller ham i første række af menneskeslægtens velgørere og sikrer ham efterverdenens tak og anerkendelse.